# Campeonato de Primera División B 1978 (Argentina)
El Campeonato de Primera División B 1978 fue la cuadragésima quinta temporada de la categoría, por entonces la segunda división del fútbol argentino. Se incorporaron para el torneo Ferro Carril Oeste, Lanús y Temperley, descendidos de Primera División, y Sarmiento (Junín) campeón de la Primera C.
El campeón fue Ferro Carril Oeste, que logró el único ascenso en disputa, relegando a la segunda posición a Almirante Brown, que había encabezado la tabla de posiciones durante gran parte del torneo.
Por su parte, San Telmo descendió a la Primera C tras 2 años en la segunda división, y también perdió la categoría Lanús, tras caer derrotado en un desempate ante Villa Dálmine, con el que había igualado la penúltima posición. Fue el segundo descenso consecutivo del equipo, que bajó dos categorías en dos años.

## Formato
Se disputó un torneo de 34 fechas, todos contra todos, ida y vuelta. El campeón ascendió directamente, mientras que descendieron los equipos ubicados en las dos últimas posiciones de la tabla general.

## Equipos
| Equipo                 | Ciudad              |
| ---------------------- | ------------------- |
| Almagro                | José Ingenieros     |
| Almirante Brown        | Isidro Casanova     |
| Argentino de Quilmes   | Quilmes             |
| Arsenal                | Sarandí             |
| Defensores de Belgrano | Buenos Aires        |
| Deportivo Armenio      | Ingeniero Maschwitz |
| Deportivo Italiano     | Ciudad Evita        |
| El Porvenir            | Gerli               |
| Ferro Carril Oeste     | Buenos Aires        |
| Flandria               | Jáuregui            |
| Lanús                  | Lanús Este          |
| Los Andes              | Lomas de Zamora     |
| Nueva Chicago          | Buenos Aires        |
| San Telmo              | Buenos Aires        |
| Sarmiento              | Junín               |
| Temperley              | Turdera             |
| Tigre                  | Victoria            |
| Villa Dálmine          | Campana             |

## Tabla de posiciones
| Pos | Equipo                 | Pts | PJ | PG | PE | PP | GF | GC | Dif |
| --- | ---------------------- | --- | -- | -- | -- | -- | -- | -- | --- |
| 1º  | Ferro Carril Oeste     | 50  | 34 | 19 | 12 | 3  | 64 | 28 | 36  |
| 2º  | Almirante Brown        | 46  | 34 | 17 | 12 | 5  | 52 | 37 | 15  |
| 3º  | Los Andes              | 41  | 34 | 13 | 15 | 6  | 63 | 46 | 17  |
| 4º  | Tigre                  | 38  | 34 | 13 | 12 | 9  | 55 | 45 | 10  |
| 5º  | Defensores de Belgrano | 34  | 34 | 11 | 12 | 11 | 41 | 47 | -6  |
| 6º  | Temperley              | 33  | 34 | 11 | 11 | 12 | 54 | 51 | 3   |
| 7º  | Sarmiento (J)          | 33  | 34 | 11 | 11 | 12 | 50 | 50 | 0   |
| 8º  | Deportivo Italiano     | 33  | 34 | 10 | 13 | 11 | 47 | 47 | 0   |
| 9º  | El Porvenir            | 32  | 34 | 12 | 8  | 14 | 46 | 55 | -9  |
| 10º | Nueva Chicago          | 32  | 34 | 9  | 14 | 11 | 45 | 49 | -4  |
| 11º | Almagro                | 32  | 34 | 8  | 16 | 10 | 42 | 50 | -8  |
| 12º | Deportivo Armenio      | 32  | 34 | 9  | 14 | 11 | 40 | 49 | -9  |
| 13º | Arsenal                | 31  | 34 | 8  | 15 | 11 | 44 | 47 | -3  |
| 14º | Argentino de Quilmes   | 30  | 34 | 9  | 12 | 13 | 44 | 45 | -1  |
| 15º | Flandria               | 30  | 34 | 9  | 12 | 13 | 39 | 48 | -9  |
| 16º | Villa Dálmine          | 29  | 34 | 9  | 11 | 14 | 45 | 47 | -2  |
| 17º | Lanús                  | 29  | 34 | 10 | 9  | 15 | 39 | 47 | -8  |
| 18º | San Telmo              | 27  | 34 | 11 | 5  | 18 | 52 | 64 | -12 |

|  | Campeón. Ascendió a Primera División.                        |
|  |                                                              |
|  | Jugaron un desempate por el segundo descenso a la Primera C. |
|  | Descendió a la Primera C.                                    |

## Desempate por el descenso
| Villa Dálmine | 2 - 0 | Lanús | El Gasómetro | 21 de noviembre |